# Esqui alpino nos Jogos Paralímpicos de Inverno de 2018 - Super-G feminino
As provas de super-G feminino do esqui alpino nos Jogos Paralímpicos de Inverno de 2018 foram disputadas no Centro Alpino Jeongseon, localizado em Bukpyeong-myeon, Jeongseon, em 11 de março.

## Medalhistas
| Medalha | Atletas sentados       | Atletas em pé      | Deficientes visuais                              |
| ------- | ---------------------- | ------------------ | ------------------------------------------------ |
| Ouro    | GER Anna Schaffelhuber | FRA Marie Bochet   | SVK Henrieta Farkašová / Natália Šubrtová (guia) |
| Prata   | AUT Claudia Lösch      | GER Andrea Rothfuß | GBR Millie Knight / Brett Wild (guia)            |
| Bronze  | JPN Momoka Muraoka     | CAN Alana Ramsay   | GBR Menna Fitzpatrick / Jennifer Kehoe (guia)    |

## Resultados

### Atletas sentados
| Pos. | Bib | Atleta                   | Tempo   | Diferença |
| ---- | --- | ------------------------ | ------- | --------- |
| 01 ! | 32  | GER Anna Schaffelhuber   | 1:34.76 | —         |
| 02 ! | 27  | AUT Claudia Lösch        | 1:35.71 | +0.95     |
| 03 ! | 26  | JPN Momoka Muraoka       | 1:36.10 | +1.34     |
| 4    | 31  | GER Anna-Lena Forster    | 1:36.26 | +1.50     |
| 5    | 28  | USA Laurie Stephens      | 1:36.98 | +2.22     |
| 6    | 30  | SUI Stephani Victor      | 1:40.01 | +5.25     |
| 7    | 29  | NED Linda van Impelen    | 1:42.83 | +8.07     |
| —    | 33  | AUS Victoria Prendergast | DNF     | +99.99 !  |

### Atletas em pé
| Pos. | Bib | Atleta                 | Tempo   | Diferença |
| ---- | --- | ---------------------- | ------- | --------- |
| 01 ! | 14  | FRA Marie Bochet       | 1:32.83 | —         |
| 02 ! | 20  | GER Andrea Rothfuß     | 1:33.10 | +0.27     |
| 03 ! | 15  | CAN Alana Ramsay       | 1:35.20 | +2.37     |
| 4    | 16  | CAN Mollie Jepsen      | 1:36.22 | +3.39     |
| 5    | 13  | NPA Maria Papulova     | 1:37.11 | +4.28     |
| 6    | 12  | NED Anna Jochemsen     | 1:39.90 | +7.07     |
| 7    | 17  | USA Ally Kunkel        | 1:40.74 | +7.91     |
| 8    | 24  | USA Melanie Schwartz   | 1:42.77 | +9.94     |
| 9    | 18  | CAN Erin Latimer       | 1:43.13 | +10.30    |
| 10   | 19  | USA Stephanie Jallen   | 1:44.30 | +11.47    |
| 11   | 23  | CAN Mel Pemble         | 1:44.63 | +11.80    |
| —    | 21  | SVK Petra Smaržová     | DNF     | +99.99 !  |
| —    | 22  | JPN Ammi Hondo         | DNF     | +99.99 !  |
| —    | 25  | CAN Frederique Turgeon | DNF     | +99.99 !  |

### Deficientes visuais
| Pos. | Bib | Atleta                                    | País                | Tempo   | Diferença |
| ---- | --- | ----------------------------------------- | ------------------- | ------- | --------- |
| 01 ! | 3   | Henrieta Farkašová Guia: Natália Šubrtová | SVK Eslováquia      | 1:30.17 | —         |
| 02 ! | 1   | Millie Knight Guia: Brett Wild            | GBR Grã-Bretanha    | 1:33.76 | +3.59     |
| 03 ! | 2   | Menna Fitzpatrick Guia: Jennifer Kehoe    | GBR Grã-Bretanha    | 1:34.54 | +4.37     |
| 4    | 6   | Eléonor Sana Guia: Chloe Sana             | BEL Bélgica         | 1:36.00 | +5.83     |
| 5    | 5   | Melissa Perrine Guia: Christian Geiger    | AUS Austrália       | 1:36.96 | +6.79     |
| 6    | 7   | Danelle Umstead Guia: Rob Umstead         | USA Estados Unidos  | 1:38.91 | +8.74     |
| 7    | 4   | Noemi Ewa Ristau Guia: Lucien Gerkau      | GER Alemanha        | 1:39.09 | +8.92     |
| 8    | 11  | Kelly Gallagher Guia: Gary Smith          | GBR Grã-Bretanha    | 1:39.75 | +9.58     |
| 9    | 10  | Yang Jae-rim Guia: Ko Un-so-ri            | KOR Coreia do Sul   | 1:43.03 | +12.86    |
| 10   | 9   | Staci Mannella Guia: Sadie de Baun        | USA Estados Unidos  | 1:44.25 | +14.08    |
| 11   | 8   | Anna Pešková Guia: Michaela Hubačová      | CZE República Checa | 1:47.76 | +17.59    |

Legenda
| Recorde mundial      | Recorde mundial (World record)               |                       | Recorde africano                      | Recorde africano (African) |                                           | Q | Classificado por posição (Qualified) |
| Recorde paralímpico  | Recorde paralímpico (Paralympic record)      | Recorde da América    | Recorde da América (Americas)         | q                          | Classificado por melhor tempo (Qualified) |   |                                      |
| Melhor marca do ano  | Melhor marca do ano (World leading)          | Recorde asiático      | Recorde asiático (Asian)              | DNS                        | Não largou (Did not start)                |   |                                      |
| Recorde nacional     | Recorde nacional (National record)           | Recorde europeu       | Recorde europeu (European)            | DNF                        | Não terminou (Did not finish)             |   |                                      |
| Recorde pessoal      | Recorde pessoal do atleta (Personal best)    | Recorde da Oceania    | Recorde da Oceania (Oceania)          | DSQ / DQ                   | Desclassificado (Disqualified)            |   |                                      |
| Recorde da temporada | Recorde da temporada do atleta (Season best) | Recorde sul-americano | Recorde sul-americano (South America) | NM                         | Sem marca (No mark)                       |   |                                      |